# 苏联水运人民委员部

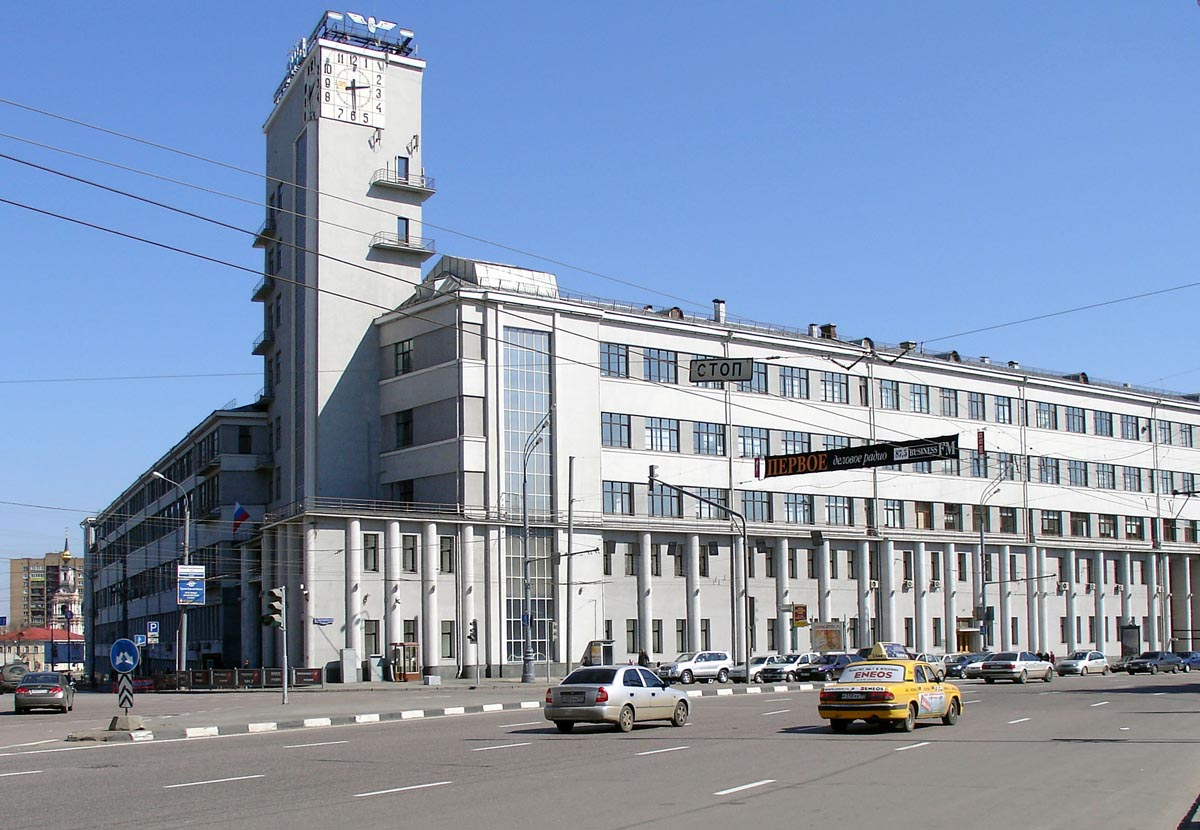
1934年伊万·福明设计的交通人民委员部机关办公楼。

苏联水运人民委员部是1931年至1939年苏联中央政府（即苏联人民委员会）设立的主管航运的人民委员部。 

## 历史
苏联成立后，1923年7月6日，苏俄交通人民委员部改组为苏联全联盟交通人民委员部。
1924年1月捷尔任斯基从交通人民委员调任最高国民经济委员会主席时，向劳动国防委员会提交了《关于国家水运的报告》，分析了苏联海军的任务，规划了未来10年中央航运局与国家商船队的造船规划，建议从国外采购少量商船作为临时措施。
1929年3月2日，交通人民委员部研究部创设了造船与修船研究所，由Valentin Pozdunin院士领导。
1930年2月13日，苏联中央执行委员会主席团批准了苏联人民委员会“关于海运与内河航运管理重组”的法案。1930年秋，造船与修船研究所改为中央海运研究所。所长谢尔盖耶夫。一年后合并了内河航运研究机构，在列宁格勒成立了水运中央科学研究所。在莫斯科设分所。
1931年1月30日，苏联中央执行委员会、苏联人民委员会颁布《关于组建苏联水运人民委员部》的法案，相关机构与单位从交通人民委员部系统中分离出去。
1939年4月9日，苏联水运人民委员部分为苏联海运人民委员部和苏联内河航运人民委员部。

## 苏联水运人民委员
| 苏联水运人民委员           | 任期                          |
| -------------------------- | ----------------------------- |
| 尼古拉·杨松                | 1931年1月30日 – 1934年3月13日 |
| 尼古拉·伊万诺维奇·帕霍莫夫 | 1934年3月13日– 1938年4月8日   |
| 尼古拉·伊万诺维奇·叶若夫   | 1938年4月8日 – 1939年4月9日   |

## 資料來源
- Under the General Editorship of Timofey Guzhenko. . Moscow: Transport. 1984.